# Sigrid Svendsdatter
Sigrid Svendsdatter († po 1066) byla dánská princezna, nemanželská dcera krále Svena II. Dánského.
Provdala se za obodritského knížete Gotšalka († 1066), který byl od roku 1029 ve službách Knuta Velikého a kterému její otec pomáhal znovu získat otcovo knížectví. Je pravděpodobné, že k sňatku došlo v souvislosti s tímto. Byla matkou Henrika Gottskalksøna. V roce 1066 byl její manžel sesazen během povstání. Sigrid a její služebné byly zajaty v Meklenbursku, načež byla podle tradičních zpráv „vyhnána“ ze země. Její život po roce 1066 není zdokumentován. V roce 1100 byla jistě mrtvá, protože její syn vznášel nárok na její zděděné pozemky v Dánsku.